# Claire Santagostini
Claire Santagostini, née le 9 mai 1898 à Paris 14e où elle est morte le 14 janvier 1986, est une astrologue française, ancienne directrice honoraire de collège. 

## Présentation
Elle s'est beaucoup intéressée à l'astrologie, et publia aux Éditions Traditionnelles en 1965 L'Horoscopie Cartésienne, en faveur d'une astrologie globale/globaliste. L'astrologue Yves Lenoble a écrit: « Cette méthode part des planètes, ce qui rejoint tout à fait le "planétarisme" des Anciens. Par ailleurs, dans ce type d'interprétation, il est impossible de séparer le signe de la planète. L'interprétation du signe varie selon la ou les planètes dominantes.  De même, l'interprétation de la planète se manifeste à travers un signe ».
L'œuvre écrite de Claire Santagostini est marquée, selon Maurice Charvet, par la clarté et la rigueur du raisonnement. Vouée entièrement à l'éducation et à la recherche, elle vit dans l'astrologie une méthode utile pour mieux cerner le tempérament des enfants dont elle avait la charge, et ainsi mieux les éduquer. En 1969, elle fonda avec François Villée l'Académie Internationale d'Astrologie (A. I. A.), première école d'astrologie légalement déclarée. Elle a beaucoup publié aux Éditions Traditionnelles, et notamment les livres suivants:
- Astrologie du débutant
- L'Horoscopie cartésienne
- Astrologie globale, fondements et pratique
- Initiation à l'astrologie globale
- Astrologie et Éducation
- Zodiaque vivant (ouvrage plus particulièrement orienté sur la compréhension et l'éducation des enfants).

## Exemple d'interprétation astrologiquepar Claire Santagostini selon laMéthode Globale
Dans son livre L'Horoscopie Cartésienne (Éditions Traditionnelles, Paris, 1965), Claire Santagostini arrive aux conclusions suivantes lors de l'étude du thème astral du musicien Franz Schubert, né à Lichtenthal (Autriche) le 31 janvier 1797 à 13 h 30 : le Sec est la qualité élémentale la plus valorisée (selon Claire Santagostini, l'établissement des valorisations constitue la première démarche de l'interprétation astrologique), mais la dominante (selon Claire Santagostini, la détermination de la dominante éventuelle constitue la dernière démarche de l'interprétation) est la qualité élémentale Humide (Lune en Poissons maître de l'Ascendant Cancer notamment).
Claire Santagostini explique qu'il faut y voir la raison pour laquelle l'œuvre musicale de Franz Schubert provient d'une grande accumulation de morceaux composés spontanément, de façon immédiate, primaire (elle note le manque de secondarité chez Franz Schubert, qu'elle met en parallèle avec la valorisation en négatif de la planète Saturne - facteur de Sec - dans son thème natal).